# ببر جنوب چین
ببر جنوب چین (نام علمی: Panthera tigris amoyensis) زیرگونه‌ای از  خانواده ببر است که در بخش‌های کوچکی از چین زندگی می‌کند. نسل این جانور در طبیعت منقرض شده و حدود ۵۹ قلاده از این جانور در اسارت و باغ وحش‌های چین زندگی می‌کنند. دولت چین در تلاش است که نسل این جانور را در طبیعت زنده کند.
آخرین ببر جنوب چین در طبیعت در سال 1964 دیده شد. 